# Моррис, Клейтон
Клейтон Моррис (англ. Clayton Morris; род. 5 июня 1962, Сент-Эннс, Тринидад и Тобаго) — тринидадский футболист и  тренер.

## Биография
Начинал свою карьеру на родине. Выступал на позиции защитника и долгое время считался одним из лучших оборонцев страны. Выступал за сборную Тринидад и Тобаго на Золотых Кубках КОНКАКАФ. В 1989 году становился его призером. Некоторое время выступал в США в клубе "Шарлотт Иглз".

## Тренерская карьера
Завершив играть, Клейтон Моррис вернулся на родину. Он возглавлял молодежную сборной Тринидада и Тобаго. В 2002 году специалист некоторое время был главным тренером главной команды. Также специалист работал с местными клубами "Сан-Хуан Джаблоти", "Юнайтед Петротрин" и "Сент-Эннс Рейнджерс".

## Достижения
- Чемпион Тринидада и Тобаго (1): 1986.
- Обладатель Кубка Тринидада и Тобаго (2): 1986, 1997.